# SN 2001U
SN 2001U – supernowa typu Ia odkryta 15 lutego 2001 roku w galaktyce NGC 5442. W momencie odkrycia miała maksymalną jasność 17,70m.